# Callianthe brenesii
Callianthe brenesii är en malvaväxtart som först beskrevs av Paul Carpenter Standley, och fick sitt nu gällande namn av Donnell. Callianthe brenesii ingår i släktet Callianthe och familjen malvaväxter. Inga underarter finns listade i Catalogue of Life.